# Фейзи Ализоти
Фейзи-бей Ализоти (алб. Fejzi bej Alizoti; 22 сентября 1874, Янина, Османская империя — 14 апреля 1945, Тирана) — османский, затем албанский политический и государственный деятель, временный председатель Временного Албанского правительства в 1914 году.

## Биография
Родился в богатой помещичьей семье. В 1891 году окончил школу для чиновников в Стамбуле. Занимал ряд должностей в местных администрациях Османской империи, затем — княжества Албания. При князе Вильгельме Виде был губернатором Шкодера.
Во время Первой мировой войны сотрудничал с австро-венгерской оккупационной администрацией, занимаясь вопросами гражданской администрации в северной Албании.
Член и председатель конференции албанских политических лидеров, проходившей в декабре 1918 года в Дурресе.
Ф. Ализоти занимал пост министра финансов Албании в 1918—1920 и во время итальянской оккупации в 1939—1940 годах. Экономист.
После захвата Ахметом Зогу власти в Албании Ализоти стал одним из самых влиятельных деятелей в политической жизни страны. С 1926 года заседал в парламенте.
Активный участник итальянско-албанских переговоров, на которых занимал проитальянскую позицию.
В июле 1941 года был назначен Верховным комиссаром по воссоединенным землям (Косово и Дибра). В мае 1943 года возглавил проитальянский квазипарламент — Высший фашистский корпоративный совет.
В ноябре 1944 года был арестован коммунистическими властями по обвинению в активном сотрудничестве с оккупантами. После нескольких месяцев политического процесса Специальный суд приговорил Ализоти к смертной казни с конфискацией имущества. 14 апреля 1945 года он был расстрелян пригороде Тираны.